# Sant Andreu (distrito)

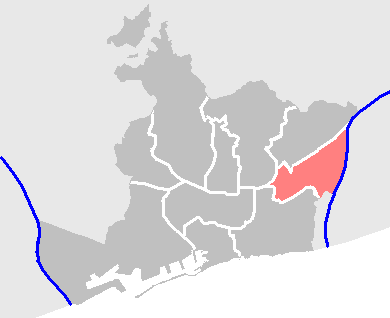
Localização do Distrito de Sant Andreu em Barcelona.

O Distrito de Sant Andreu é o nono (IX) dos dez distritos em que se divide administrativamente a cidade de Barcelona. 
O distrito de Sant Andreu compreende os bairros de Baró de Viver, Bon Pastor, El Congrés i els Indians, Navas, La Sagrera, Sant Andreu de Palomar e Trinitat Vella
A configuração do distrito data de 1984, quando Barcelona aprovou a divisão territorial atual em 10 distritos. Anteriormente, em março de 1949, quando a cidade havia se dividido administrativamente em 12 distritos, Sant Andreu foi o distrito IX. Em 1979 produziu-se a divisão do distrito IX em dois: os bairros de Canyelles, Torre Baró, Meridiana, Trinitat, Vallbona, Porta, Guineueta, Torre Llobeta, Congrés, Prosperitat, Verdum, Roquetes e Ramon Albó, e o Distrito IX Norte, e que mais tarde formaram parte do distrito de Nou Barris. Ficaram como IX Sul os bairros de Sant Andreu, Sagrera, Navas, Bon Pastor e Baró de Viver. Foi em 1984 que o distrito de Sant Andreu voltou a recuperar os bairros de Trinitat Vella e Congrés.
Sua população é estimada em aproximadamente 170.000 pessoas. Sant Andreu é o terceiro distrito em extensão, com una superfície de 653 hectáres. Situado ao norte da cidade, está limitada pelo rio Besós, que serve de fronteira entre Barcelona, Sant Adrià e Santa Coloma, e os distritos de Nou Barris, Horta-Guinardó e Sant Martí.